# Les Angles (Pyrénées-Orientales)
Les Angles (på Catalansk: Els Angles) er en by og kommune i departementet Pyrénées-Orientales i Sydfrankrig.
Byen er mest kendt for sit skisportssted.

## Geografi
Les Angles ligger i landskabet Capcir i Pyrenæerne. Byen ligger på en slette i ca. 1.500 m højde. Den er omgivet af bjerge, som Mont Llaret (2.376 m) og Roc d'Aude (2.326 m). Højeste punkt er Pic Péric (2.810 m) på kommunens nordgrænse.
Floden Aude har sit udspring i kommunen.
Nærmeste større by er Perpignan 91 km mod øst. Nabobyerne er mod nord Formiguères (6 km), mod vest Matemale (4 km) og mod syd La Llagonne (9 km) og Mont-Louis (11 km).

## Historie
Den franske kongeslægt Karolingerne erobrede Capcir i 793. På det tidspunkt var området næsten ubeboet og Les Angles er formentligt først grundlagt 100 år senere af abbeden af Razès. I det 10. århundrede kom Les Angles i klosteret Saint Michel de Cuxas besiddelse.
Fra 1162 var Les Angles, som resten af Capcir og Catalonien, underlagt Kongeriget Mallorca, Aragonien og til sidst Spanien. Først ved Pyrenæerfreden i 1659 blev det igen fransk.
Midt i det 20. århundrede startede en afvandring fra landbruget i Capcir og befolkningstallet halveredes i Les Angles på mindre end 30 år. For at modvirke den udvikling besluttede kommunen i 1961 at anlægge et skisportssted. Det åbnede i januar 1964 med en enkelt stolelift og en træklift. Den første kabelbane med plads til 4 personer åbnede i 1970. Siden hen har skisportstedet været under kraftig udvikling og det har medført at befolkningstallet igen er stigende.

## Demografi

### Udvikling i folketal
| 1962                                                              | 1968 | 1975 | 1982 | 1990 | 1999 | 2007 | 2013 | 2017 |
| ----------------------------------------------------------------- | ---- | ---- | ---- | ---- | ---- | ---- | ---- | ---- |
| 255                                                               | 277  | 351  | 475  | 528  | 590  | 565  | 528  | 547  |
| Tal fra og med 1962 er uden dobbelttælling (sans doubles comptes) |      |      |      |      |      |      |      |      |